# Haliclona bawiana
Haliclona bawiana är en svampdjursart som först beskrevs av Lendenfeld 1897.  Haliclona bawiana ingår i släktet Haliclona och familjen Chalinidae.
Artens utbredningsområde är Tanzania. Inga underarter finns listade i Catalogue of Life.